# Mesechinus
Mesechinus là một chi động vật có vú trong họ Erinaceidae, bộ Erinaceomorpha. Chi này được Ognev miêu tả năm 1951. Loài điển hình của chi này là Erinaceus dauuricus Sundevall, 1842.

## Các loài
Chi này gồm các loài: